# Anders Petersen (tirador)
Anders Petersen   (Vordingborg, 13 de juliol de 1876 - Glostrup, 8 de desembre de 1968) va ser un tirador danès que va competir durant la dècada de 1920.
El 1920 va prendre part en els Jocs Olímpics d'Anvers, on disputà dues proves del programa de tir. Guanyà la medalla d'or en la prova de rifle militar 300 metres, drets per equips, mentre en la de rifle militar 300 metres, drets fou setè.